# Pilar (Buenos Aires)
Pilar is een plaats in het Argentijnse bestuurlijke gebied Pilar in de provincie Buenos Aires. De plaats telt 126.678 inwoners.

## Geboren
- Gustavo Colman (1985), voetballer
- Franco Colapinto (2003), autocoureur

## Galerij

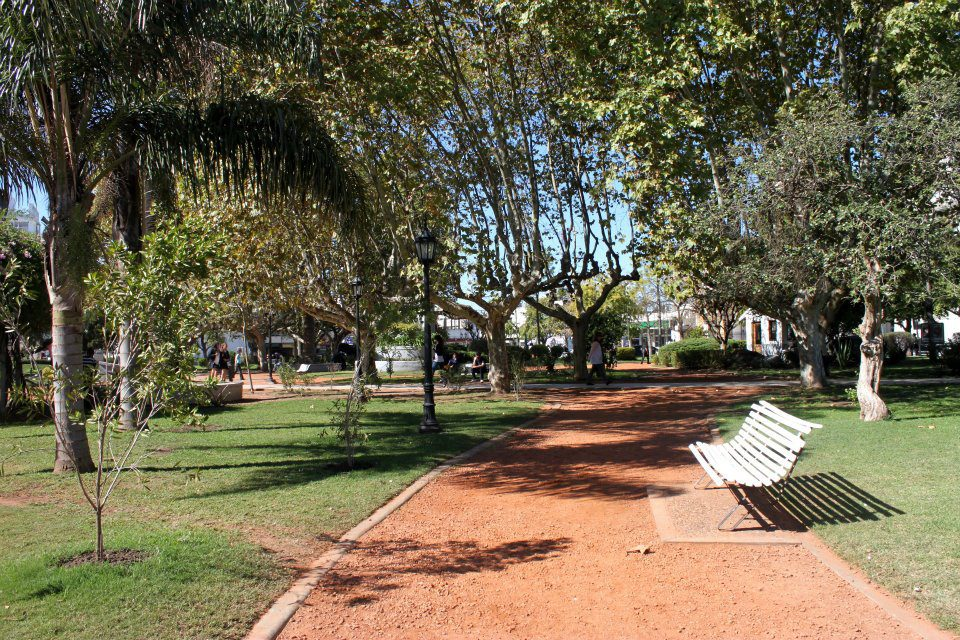
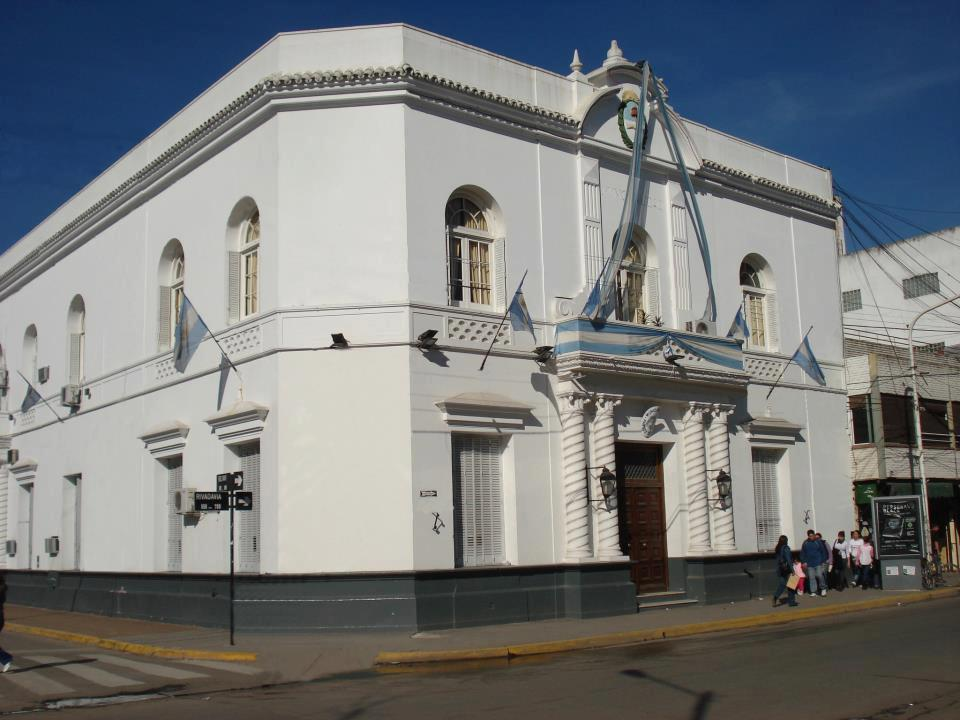
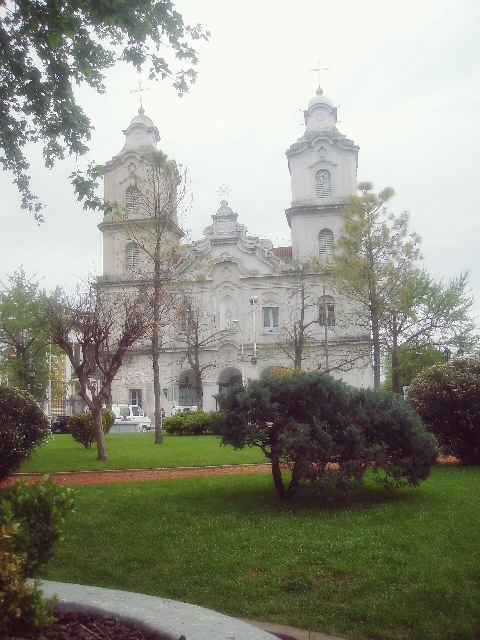
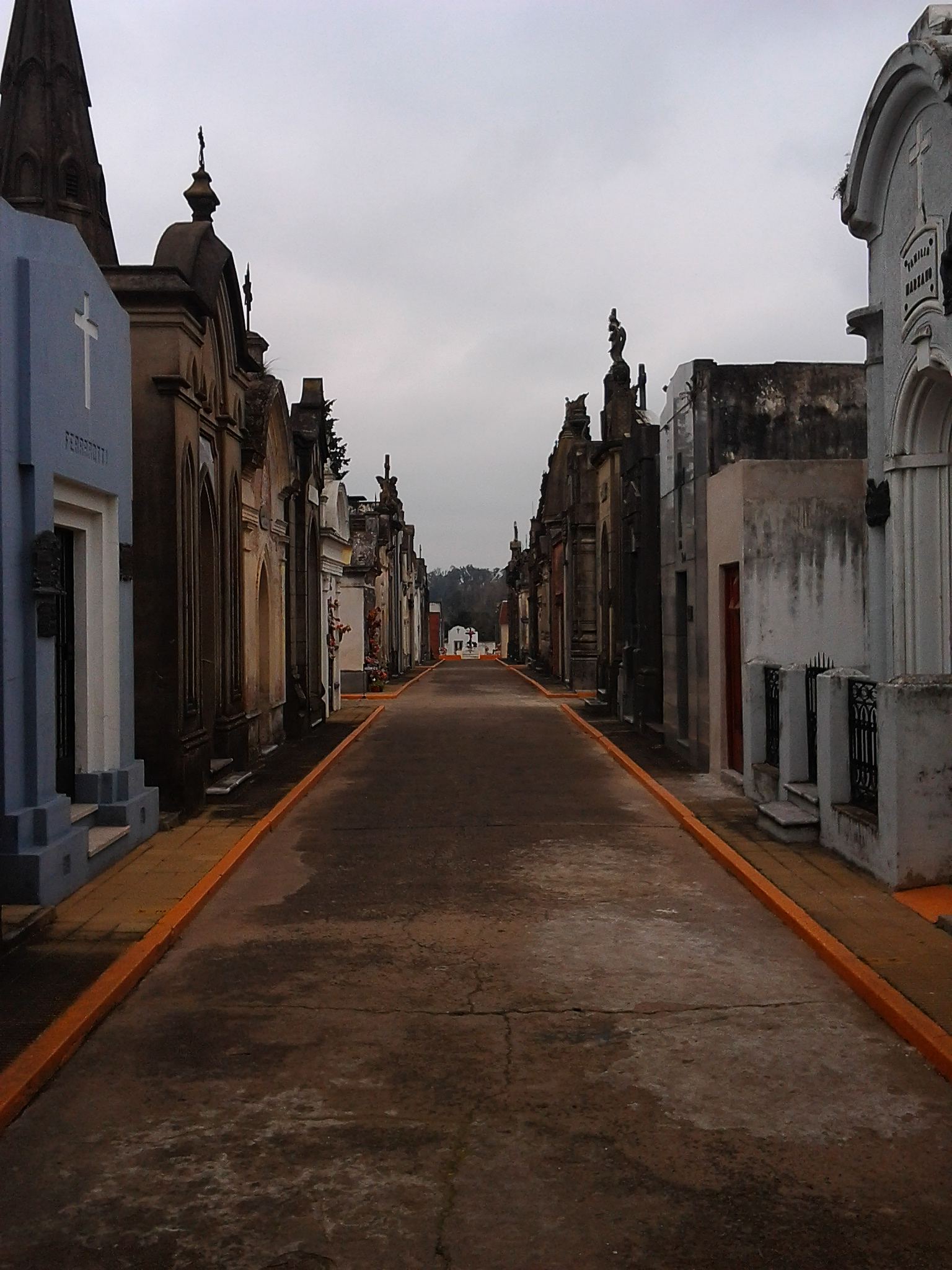
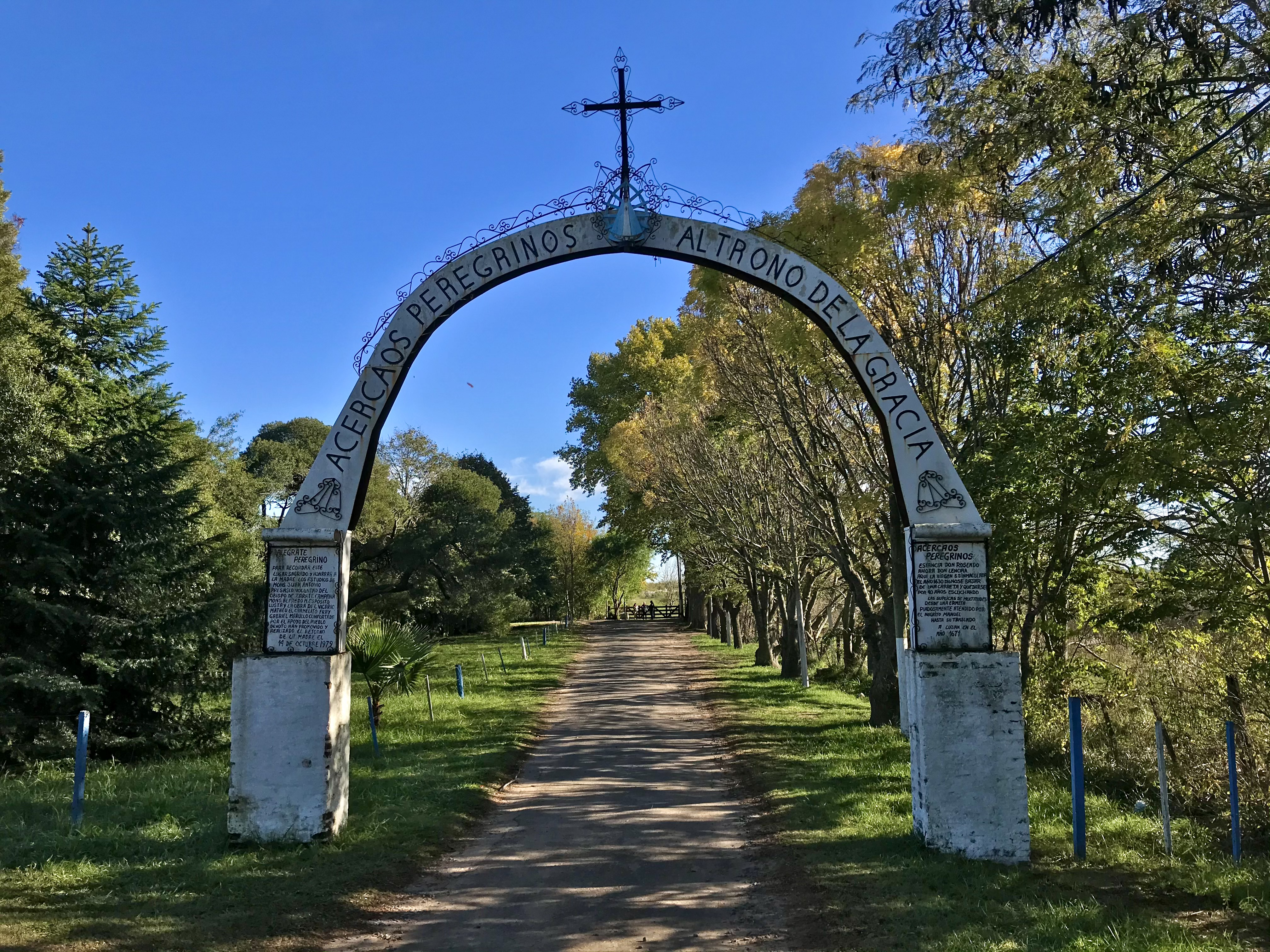